# کری پراپرتیز
کری پراپرتیز (انگلیسی: Kerry Properties) شرکت مهمان‌نوازی هنگ کنگی است، که در سال ۱۹۷۸ تأسیس شد.